# 岡保村
岡保村（おかぼむら）は福井県吉田郡にあった村。現在の福井市中心部の東南東一帯にあたる。

## 歴史
- 1889年（明治22年）4月1日 - 町村制の施行により、吉田郡堅達村、坂下村、寮村、殿下村、印田村、曽万布村、河水村、西谷村、大畑村、次郎丸村、宮地村、花野谷村、足羽郡合島村、荒木別所村及び荒木村の区域をもって、吉田郡岡保村が発足する。
- 1899年（明治32年）1月14日 -大字荒木の全部、大字合島の一部の区域が足羽郡酒生村に編入する。
- 1956年（昭和31年）9月30日 - 吉田郡東藤島村及び岡保村が合併して、吉田郡藤岡村が発足する。

## 交通

### 道路
現在は旧村域を北陸自動車道が通過するが、当時は未開通。

## 村長
- 柳原九兵衛